# Вуаль (фотография)
Фотографическая вуаль — нежелательная оптическая плотность, возникающая в проявленном фотоматериале без воздействия экспонирующего света. В большинстве случаев появление вуали объясняется наличием в фотоэмульсии так называемых «центров вуали», то есть микрокристаллов галогенида серебра с дефектами кристаллической решётки, самопроизвольно ставших центрами скрытого изображения. Интенсивное образование центров вуали происходит в процессе химического созревания эмульсии.

## Разновидности вуали
Заметная вуаль характерна для фотоматериалов с высокой светочувствительностью, поскольку в процессе их производства создаётся максимальное количество дефектов кристаллической решётки для образования центров светочувствительности. Напротив, для низкочувствительных фотоматериалов характерно почти полное отсутствие вуали. Вуаль, образующаяся по этим причинам, называется эмульсионной.
Уровень вуали повышается в процессе хранения фотоматериала, а скорость этого процесса может увеличиваться при несоблюдении рекомендованных условий, например при повышенных температуре и влажности, а также под воздействием агрессивных газов. Кроме того, вуаль может образовываться при засветке эмульсии, в том числе недостаточно безопасным лабораторным освещением или под действием проникающих излучений.
Кроме перечисленных причин уровень вуали зависит от избирательности проявителя и режима обработки. При слишком длительном проявлении уровень вуали возрастает, поскольку скорость её образования значительно ниже, чем полезного изображения. Для снижения вуали повышают избирательность проявителя, добавляя противовуалирующие вещества, наиболее известным из которых считается бромистый калий. В некоторых случаях большой эффективностью обладает бензотриазол.
Наличие равномерной вуали на негативе не считается браком, поскольку такое изображение не является конечным. Проблемой может стать неравномерная вуаль или её очень высокий уровень, затрудняющие фотопечать. В позитивном изображении вуаль недопустима, поскольку снижает общий контраст и приводит к «заплыванию» свето́в.
Кроме эмульсионной вуали различают воздушную, дихроическую и краевую, возникающие по другим причинам. Также известна так называемая «жёлтая вуаль», образующаяся при длительном проявлении истощённым проявителем. При продолжительном хранении фотоматериала под механическим давлением возникает фрикционная вуаль.